# A nooszféra kisajátítása
A nooszféra kisajátítása (Homesteading the Noosphere – röv. HtN) című esszét Eric S. Raymond írta a nyílt forráskódú szoftverfejlesztés társadalmi szintű működéséről; A katedrális és a bazár című műve után írta.
Az esszé a projektvezetés és annak átadásának témáját járja körül, valamint az ajándékozó kultúrák lehetséges antropológiai gyökereit kutatja, valamint annak megjelenését a nyílt kódban szembeállítja az árucsere-kultúra megjelenésével a zárt kód esetében.
Raymond a nyílt kód terjedésének természetét kint a nooszféra, vagyis a gondolati világ vad határmezsgyéjében vizsgálja és megállapítja, hogy azok a projektek, melyek nagyon meghaladják a korukat, vagy túl nagyot akarnak újítani, általában elbuknak, mivel túl messze kint vannak a pusztában és hogy a sikeres projektek általában valamilyen szinten kapcsolatban állnak a már létezőkkel.
A szerző alaposan vizsgálja a nyílt kód céljai és a megfigyelt viselkedési minták közti különbségeket, valamint a mozgalomban részt vevő embereket motiváló tényezőket is. Végül abban állapodik meg, hogy a fő hajtóerőt a „törzsön” belüli elismertségért való küzdelem jelenti.